# Hans Hartmann (Radsportler)
Hans Hartmann (* in Schwabach) war ein deutscher Radrennfahrer.
Hans Hartmann war von 1909 bis 1913 Profi. Seine Spezialität waren Distanzfahrten. So wurde er 1908 Zweiter bei dem 620 Kilometer langen Basel–Cleve und 1910 Dritter. Ebenfalls 1910 gewann er Rund um Spessart und Rhön. Auch im Rennen Wien–Graz–Wien war er in jener Saison erfolgreich. 
Sein erfolgreichstes Jahr war 1911: Zunächst errang er mit dem Sieg bei der Distanzradfahrt Wien–Berlin den größten Erfolg seiner Laufbahn. Im selben Jahr belegte er bei der Gesamtwertung des Etappenrennens Quer durch Deutschland, eine Vorläuferin der Deutschland Tour, Platz drei. Sein Bruder Thomas gewann eine Etappe und wurde Gesamtsiebter. Zudem gewann er Nürnberg–Plauen–Nürnberg, wurde Zweiter bei Nürnberg–München–Nürnberg sowie jeweils Dritter bei München–Zürich. 1912 wurde er nochmals Zweiter bei Nürnberg–München–Nürnberg.
Hartmann fuhr ein Opel-Rad, und sein Sieg bei Wien–Berlin wurde von dem Unternehmen vermarktet, indem es ein Modell produzierte, das so hieß wie das Rennen. Auch Fichtel & Sachs, Zulieferer von Opel, nannte seine neue Freilauf-Rücktrittnabe nach diesem Rennen über rund 580 Kilometer. Von 1909 bis 1911 wurde Hartmann zudem von Continental unterstützt.